# تالامپیسیلین
تالامپیسیلین (انگلیسی: Talampicillin) یک آنتی بیوتیک بتالاکتام از خانواده پنی سیلین ها است. این آنتی بیوتیک توسط سازمان غذا و داروی آمریکا جهت مصرف در ایالات متحده مورد تایید قرار نگرفته است.

## سنتز تالامپیسیلین
سنتز این دارو به شکل زیر است: